# Attignéville
Attignéville é uma comuna francesa na região administrativa do Grande Leste, no departamento de Vosges. Estende-se por uma área de 14.61 km², e possui 210 habitantes, segundo o censo de 2018, com uma densidade de 14 hab/km².